# 吉田侑樹
吉田 侑樹（よしだ ゆうき、1994年2月16日 - ）は、大阪府寝屋川市出身の元プロ野球選手（投手）。右投右打。吉田の吉は、正確には𠮷（「土」の下に「口」）である。

## 経歴

### プロ入り前
寝屋川市立点野小学校では1年生から仁和寺パイレーツに所属。寝屋川市立第八中学校では寝屋川ファイブスターズに所属していた。
東海大仰星高校進学後、3年の夏はエースとして活躍したが、大阪府大会準決勝で石川慎吾擁する東大阪大学柏原高等学校に敗れた。
東海大学進学後、3年の春からエースとして活躍、5勝0敗、防御率0.98で最優秀投手賞を獲得し、首都大学リーグ優勝に貢献。第63回全日本大学野球選手権大会では初戦の龍谷大戦では完封勝利を記録。決勝では神奈川大学の濵口遥大と投げ合い、6回無失点の好投で優勝に貢献、今大会の最優秀投手賞に選ばれた。大会後は第27回ハーレムベースボールウィークの日本代表に選ばれた。3年秋は5勝1敗、防御率2.19で初のベストナインを獲得。4年の春は2勝1敗に止まったが、チームはリーグ優勝を果たした。第64回全日本大学野球選手権大会では初戦の九産大に先発するが、初回に打ち込まれ、チームも敗退した。大会後は、2015年ユニバーシアードの日本代表に選ばれた。4年秋はリーグ5連覇に貢献し、関東地区大学野球選手権大会でも優勝し、第46回明治神宮野球大会に出場。同期の中川皓太や1学年後輩の丸山泰資に先発を譲り、自身の登板は無かった。中川以外の同期には渡辺勝、田中俊太がいる。
2015年10月22日に行われたプロ野球ドラフト会議で北海道日本ハムファイターズから7位で指名され、契約金3000万円、年俸750万円で合意、入団した。背番号は59に決まった。

### プロ入り後
2016年は一軍出場がなかった。
2017年は故障者の続出により、4月14日の東北楽天ゴールデンイーグルス戦で一軍初登板・初先発を迎えたが、4回3失点で敗戦した。9月18日のオリックス・バファローズ戦では7回1失点でプロ初勝利を挙げた。結果は2勝2敗・防御率5.32、二軍ではイースタン・リーグの規定投球回到達者で1位の防御率だった(2.21)。
2020年は5試合登板、0勝0敗、防御率4.26の成績にとどまり、シーズン終了後に球団から戦力外通告を受けた。

### 引退後
2021年3月8日、同日付で現役を引退し「北海道日本ハムファイターズ・ベースボールアカデミー」のコーチに就任したことが発表された。

## 人物
2017年に初勝利を挙げた際、ヒーローインタビューにて「ウイニングボールは球場へ応援に来ている両親にプレゼントしたい」と語り、インタビュアを務めていた山内要一からの『直接、今、ご両親にお話しいただいてもよろしいですよ』という呼びかけに対し「ご両親、勝ちました！」と喜びを爆発させ、ベンチと客席の笑いを誘ってしまった。明るい性格でも知られ、2018年シーズン終盤の記事では「余りクヨクヨしないこと」を特技として挙げている。

## 詳細情報

### 年度別投手成績
| 年 度    | 球 団    | 登 板 | 先 発 | 完 投 | 完 封 | 無 四 球 | 勝 利 | 敗 戦 | セ 丨 ブ | ホ 丨 ル ド | 勝 率 | 打 者 | 投 球 回 | 被 安 打 | 被 本 塁 打 | 与 四 球 | 敬 遠 | 与 死 球 | 奪 三 振 | 暴 投 | ボ 丨 ク | 失 点 | 自 責 点 | 防 御 率 | W H I P |
| -------- | -------- | ----- | ----- | ----- | ----- | -------- | ----- | ----- | -------- | ----------- | ----- | ----- | -------- | -------- | ----------- | -------- | ----- | -------- | -------- | ----- | -------- | ----- | -------- | -------- | ------- |
| 2017     | 日本ハム | 5     | 5     | 0     | 0     | 0        | 2     | 2     | 0        | 0           | .500  | 110   | 23.2     | 31       | 4           | 9        | 0     | 0        | 9        | 5     | 0        | 15    | 14       | 5.32     | 1.69    |
| 2018     | 日本ハム | 1     | 1     | 0     | 0     | 0        | 0     | 1     | 0        | 0           | .000  | 20    | 3.2      | 6        | 0           | 2        | 0     | 0        | 2        | 1     | 0        | 6     | 3        | 7.36     | 2.18    |
| 2019     | 日本ハム | 9     | 1     | 0     | 0     | 0        | 0     | 0     | 0        | 0           | ----  | 98    | 21.0     | 27       | 6           | 11       | 0     | 1        | 17       | 2     | 0        | 14    | 14       | 6.00     | 1.81    |
| 2020     | 日本ハム | 5     | 0     | 0     | 0     | 0        | 0     | 0     | 0        | 0           | ----  | 27    | 6.1      | 8        | 0           | 2        | 0     | 0        | 6        | 0     | 0        | 3     | 3        | 4.26     | 1.58    |
| NPB：4年 | NPB：4年 | 20    | 7     | 0     | 0     | 0        | 2     | 3     | 0        | 0           | .400  | 255   | 54.2     | 72       | 10          | 24       | 0     | 1        | 34       | 8     | 0        | 38    | 34       | 5.60     | 1.76    |

### 年度別守備成績
| 年 度 | 球 団    | 投手  | 投手  | 投手  | 投手  | 投手  | 投手     |
| 年 度 | 球 団    | 試 合 | 刺 殺 | 補 殺 | 失 策 | 併 殺 | 守 備 率 |
| ----- | -------- | ----- | ----- | ----- | ----- | ----- | -------- |
| 2017  | 日本ハム | 5     | 1     | 5     | 0     | 0     | 1.000    |
| 2018  | 日本ハム | 1     | 0     | 1     | 0     | 0     | 1.000    |
| 2019  | 日本ハム | 9     | 1     | 1     | 0     | 1     | 1.000    |
| 2020  | 日本ハム | 5     | 0     | 3     | 0     | 0     | 1.000    |
| 通算  | 通算     | 20    | 2     | 10    | 0     | 1     | 1.000    |

### 記録
- 初登板・初先発登板：2017年4月14日、対東北楽天ゴールデンイーグルス1回戦（Koboパーク宮城）、4回0/3を3失点で敗戦投手
- 初奪三振：同上、1回裏にジャフェット・アマダーから空振り三振
- 初勝利・初先発勝利 : 2017年9月18日、対オリックス・バファローズ21回戦（札幌ドーム）、7回5安打1失点

### 背番号
- 59（2016年 - 2020年）